# Ислай (провинция)
Ислай (исп. Provincia de Islay) — одна из 8 провинций перуанского региона Арекипа. Площадь составляет 3886,49 км². Население — 51 328 человек; плотность населения — 14,63 чел/км². Столица — город Мольендо.

## География
Находится в южной части региона, занимая 6,13 % его площади. Граничит с провинциями Арекипа (на севере), Камана (на северо-западе), с регионом Мокегуа (на юго-востоке). Омывается водами Тихого океана (на западе). Прибрежная равнина, протяжённостью около 90 км, довольно узка; она отделяет Прибрежную Кордильеру от Тихого океана.

## Климат
Среднегодовая температура на большей части провинции составляет 17-18°С.

## Административное деление
В административном отношении провинция делится на 6 районов:
- Мольендо
- Кокачакра
- Деан-Вальдивия
- Ислай
- Мехиа
- Пунта-де-Бомбон